# Klucz F

Klucz F

Klucz F – jeden z trzech rodzajów kluczy notacji muzycznej, oznaczający położenie dźwięku f oktawy małej. Umieszczony na trzeciej linii nazywa się kluczem barytonowym, na czwartej linii kluczem basowym, na piątej zaś kluczem subbasowym
Kształt klucza F pochodzi od stylizowanej litery F. Po licznych zmianach uzyskał on współczesną formę. Używany jako klucz barytonowy, basowy lub kontrabasowy (subbasowy).

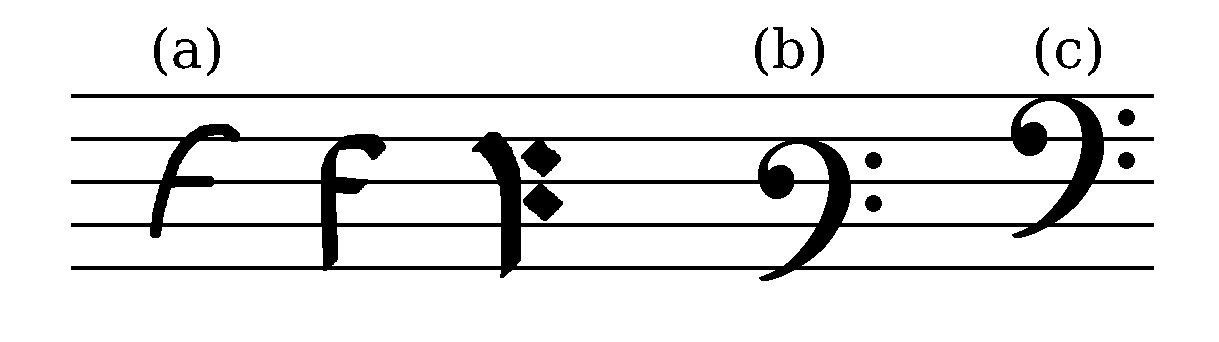
Ewolucja litery F do współczesnego klucza F